# St.-Peters-Brücke
Die St.-Peters-Brücke  (Šempetrski most oder Šentpetrski most, in älteren Quellen auch Šent Peterski most oder Šentpeterski most), auch die Ambrož-Brücke (Ambrožev most) ist eine Straßen- und Fußgängerbrücke in Ljubljana, der Hauptstadt von Slowenien, die am nordöstlichen Ende der Altstadt den Fluss Ljubljanica überquert. Die Brücke ist nach der nahegelegenen St.-Peter-Kirche benannt. Sie ist eine Fortsetzung der Rozman-Straße (Rozmanova ulica). 
Šempetrski most liegt zwischen Getreidebrücke und Ljubljanica-Stauwehr.
Im Osten der Brücke liegen der Vraz-Platz (Vrazov trg) am nördlichen (linken) Ufer des Flusses, der Ambrož-Platz (Ambrožev trg) an seinem südlichen (rechten) Ufer. Westlich liegen am Nordufer das Petkovšek-Ufer (Petkovškovo nabrežje) und am Südufer der Poljane-Damm (Poljanski nasip).  Die Brücke ist in erster Linie für den motorisierten Verkehr bestimmt, wird aber auch von Fußgängern genutzt.

## Geschichte
Ursprünglich führte in Nähe der heutigen Brücke ein Holzsteg im Besitz der Bischöfe von Ljubljana über die Ljubljanica. 1776 wurde dieser Steg durch die hölzerne Kasernenbrücke (Zakasarniški most) ersetzt, welche 1835 erneuert wurde.
Mit dem Bau der heutigen Eisen- und Betonbrücke wurde Anfang des 20. Jahrhunderts begonnen. Bedingt durch den Ersten Weltkrieg wurde sie aber erst 1918 fertiggestellt. Die ersetzte Holzbrücke wurde in das Prule-Viertel verlegt, wo sie dann zur Prule-Brücke wurde.